# 亢村镇
亢村镇，是中华人民共和国河南省新乡市获嘉县下辖的一个乡镇级行政单位。

## 行政区划
亢村镇下辖以下地区：
亢南村、亢西村、亢北村、王官营村、刘固堤西街村、丰乐屯村、新城村、牛屯村、府庄村、刘固堤东街村、王朋庄村、李道堤村、夹河村、郭堤村、山头王村、小王庄村、贺庄村、王贵楼村、红荆嘴村、大毛庄村、吴厂村、小毛庄村和郭寺村。

## 交通
- 京广铁路：亢村站